# نهائي الدرع الخيرية 1926
نهائي الدرع الخيرية 1926 هي النسخة الثالثة عشر من الدرع الخيرية. لعبت المباراة بتاريخ 6 أكتوبر 1926 على ملعب ماين رود، بين فريق الهواة وفريق المحترفين. فاز فريق الهواة باللقب بعد فوزه على فريق المحترفين بنتيجة 6–3.

## المباراة
| الهواة                             | 6–3   | المحترفين         |
| ---------------------------------- | ----- | ----------------- |
| كايل · مينتر · ماسي · كيبنغ ه. ذ.' | [ 1 ] | راولينج · تونستال |